# محمد النقدي
محمد جعفر النقدي (1926 - 26 يناير 2004) شاعر وكاتب قصص عراقي. ولد في مدينة العمارة ودرس على والده جعفر النقدي علوم الدين واللغة والأدب، وأكمل دراسته الأولية ما بين مدينتي العمارة والكاظمية. تخرّج في دار المعلمين الابتدائية عام 1945 ومارس التعليم الابتدائي والثانوي في عدة مدارس ببغداد. عمل في التدريس حتى تقاعده في 1977. توفي في بغداد ودفن في النجف. له دواوين عديدة ومسرحيات ومجموعات قصصية.

## سيرته
ولد محمد جعفر النقدي في مدينة العمارة مركز محافظة ميسان في عام 1926 وهو بكر أبناء الشيخ جعفر النقدي، وقد اهتم به والده منذ الصغر، فهيأه لتلقي علوم الدين واللغة والأدب، ووجهه إلى الإطلاع الحر ليلم بمختلف أنواع المعرفة حيث تتواجد مئات الكتب النادرة في خزائن كتب والده. أكمل دراسته الأولية ما بين مدينتي العمارة وبغداد وتخرج في دار المعلمين الابتدائية في الأعظمية عام 1945 وعمل معلماً في المدارس الابتدائية ثم الإعدادية فيما بعد، وكانت آخر مدرسة عمل فيها هي ثانوية الشعب في الكاظمية ثم أحال نفسه إلى التقاعد عام 1977 ليتفرغ إلى أعماله الشعرية والأدبية، فنشر شعره في صحافة بغداد وبيروت والقاهرة.

توفي محمد النقدي يوم 26 يناير 2004 ودفن في النجف. ورثاء صديقه عبد الخالق فريد بقصيدة طويلة.

## شعره
ذكره حميد المطبعي في موسوعته أعلام وعلماء العراق وقال: من الشعراء الرواد، اصطف مع مدرسة بدر شاكر السياب في تطوير نغمي الشعر العربي ونقله إلى السياق الذي يلهم وجدان الذاكرة المعاصرة، وبدأ على عمود الشعر العربي وفضّله الجواهري على مئة شاعر نسجوا على العمود في زمانه. وكبار النقاد صرحوا بتفوقه الشعري."

## مؤلفاته
- طعام النار، 1950
- الأشباح الظّالمة، ديوان شعر، 1951
- من أجلك يا وطني، ديوان شعر، 1960
- الفجر والسلطان، مسرحية شعرية، 1959
- من ليالي نيرون، ملحمة شعرية، 1954
- الرجل الذي فاته القطار، 1969
- تماثيل متحركة، مجموعة قصص قصيرة
- المراحل الثلاث، ديوان شعر
- مرآة العرب، مفردات ومقطوعات من شعر العرب قديمًا وحديثًا، مع تراجم الشعراء